# Helastia alba
Helastia alba là một loài bướm đêm trong họ Geometridae.